# Sant Roc de l'Hospital de Ceret
Sant Roc de l'Hospital de Ceret és la vella capella de l'antic Hospital de Sant Pere de la vila de Ceret, del terme comunal del mateix nom, a la comarca del Vallespir (Catalunya del Nord).
Està situada a la cantonada del carrer de Pierre Rameil amb l'avinguda de Michel Aribaud, fora del nucli clos de la vila medieval, en un dels primers eixamplaments de Ceret.
L'antic hospital Sant Pere fou bastit el 1649. Avui dia la seva capella de Sant Roc es fa servir per a exposicions d'artistes contemporanis locals. Els vitralls, que evoquen les ones musicals, han estat fets el 1985 per Alfred Manessier. A l'entrada de la capella una peça de marbre blanc del segle xiv mostra les crucifixions de Sant Pau, a la dreta, i de Sant Pere, a l'esquerra.